# Самотній чоловік
«Самотній чоловік» (англ. A Single Man) — американський драматичний фільм, сценарій якого є адаптацією однойменного роману Крістофера Ішервуда. Режисером фільму виступив дизайнер одягу Том Форд, причому він став першим режисером, який сам профінансував створення фільму. Головну роль виконав актор Колін Ферт, його герой — Джордж Фальконер, британець, гей, професор англійської літератури в університеті, живе в Південній Каліфорнії у 1962 році. У фільмі зроблено акцент на відтворення деталей і образів шістдесятих років в одязі та архітектурі.
Прем'єра фільму відбулася 11 вересня 2009 року в рамках конкурсної програми 66-го Венеційського кінофестивалю.

## Сюжет
Події фільму розгортаються в Лос-Анджелесі 30 листопада 1962, через місяць після Карибської кризи. У фільмі показано історію Джоржа Фальконера, професора середніх років, який шукає сенс свого життя з моменту автокатастрофи, в якій загинув його партнер Джим, і яка сталася 8 місяців тому, до подій, описаних у фільмі. Сім'я Джима відхилила прохання Джорджа бути присутнім на його похороні. Фальконер продовжив своє існування на землі, багато думаючи і присвячуючи час філософії буття. У деякі моменти його не покидає непереборне бажання покинути цей світ і возз'єднатися з коханим, але це йому не вдається через ряд причин. У процесі занурення в себе професору трапляються цікаві особистості, які допомагають йому знайти відповіді на багато питань. Молодий жиголо, який трапився Джорджеві біля крамниці, пропонує втіхи за гроші, однак Джордж не погоджується. У цей же період Джордж приймає ненав'язливі залицяння молодого студента Кенні, який активно шукає причини для зустрічі. У кінцевому підсумку Джордж приходить до висновку, що життя не закінчилося і є людина, заради якої варто жити. Цією людиною став Кенні. Однак, доля склалася інакше.

## У головних ролях
- Колін Ферт — Джордж Фальконер
- Джуліанн Мур — Шарлотта (Чарлі)
- Метью Ґуд — Джим
- Джінніфер Ґудвін — місіс Странк
- Ніколас Голт — Кенні Поттер, студент
- Раян Сімпкінс — Дженніфер Странк
- Полетт Ламорі — Альва
- Кері Лінн Пратт — секретарка-блондинка
- Джон Кортахарена — Карлос, гей-повія
- Аліна Вебер — Луїс

## Нагороди
Фільм був номінований на премію «Золотий лев» на 66-му Венеційському кінофестивалі і Колін Ферт отримав Кубок Волпі (Coppa Volpi) за найкращу чоловічу роль. Колін Ферт також був номінантом на премію «Оскар» за найкращу чоловічу роль на 82-й церемоній вручення премії «Оскар» і лауреатом на 63-й церемонії вручення нагород премії «BAFTA». Також фільм був номінований на здобуття премії «BAFTA» за найкращий дизайн костюмів.
| Рік  | Премія                       | Категорія                              | Номінант                                            | Результат |
| ---- | ---------------------------- | -------------------------------------- | --------------------------------------------------- | --------- |
| 2009 | «Венеційський кінофестиваль» | Найкращий фільм                        | «Самотній чоловік»                                  | Номінація |
| 2009 | «Венеційський кінофестиваль» | Кубок Вольпі за найкращу чоловічу роль | Колін Ферт                                          | Перемога  |
| 2010 | «Золотий глобус»             | Найкраща чоловіча роль (драма)         | Колін Ферт                                          | Номінація |
| 2010 | «Золотий глобус»             | Найкраща жіноча роль другого плану     | Джуліанна Мур                                       | Номінація |
| 2010 | «Золотий глобус»             | Найкраща музика до фільму              | Абель Корженьовскі                                  | Номінація |
| 2010 | «BAFTA»                      | Найкращий дизайн костюмів              | Еріанн Філліпс                                      | Номінація |
| 2010 | «BAFTA»                      | Найкраща чоловіча роль                 | Колін Ферт                                          | Перемога  |
| 2010 | «Оскар»                      | Найкраща чоловіча роль                 | Колін Ферт                                          | Номінація |
| 2010 | «AFI Awards»                 | Фільм року                             | Ендрю Міано, Кріс Вейтц, Роберт Салерно та Том Форд | Перемога  |

## Цікаві факти

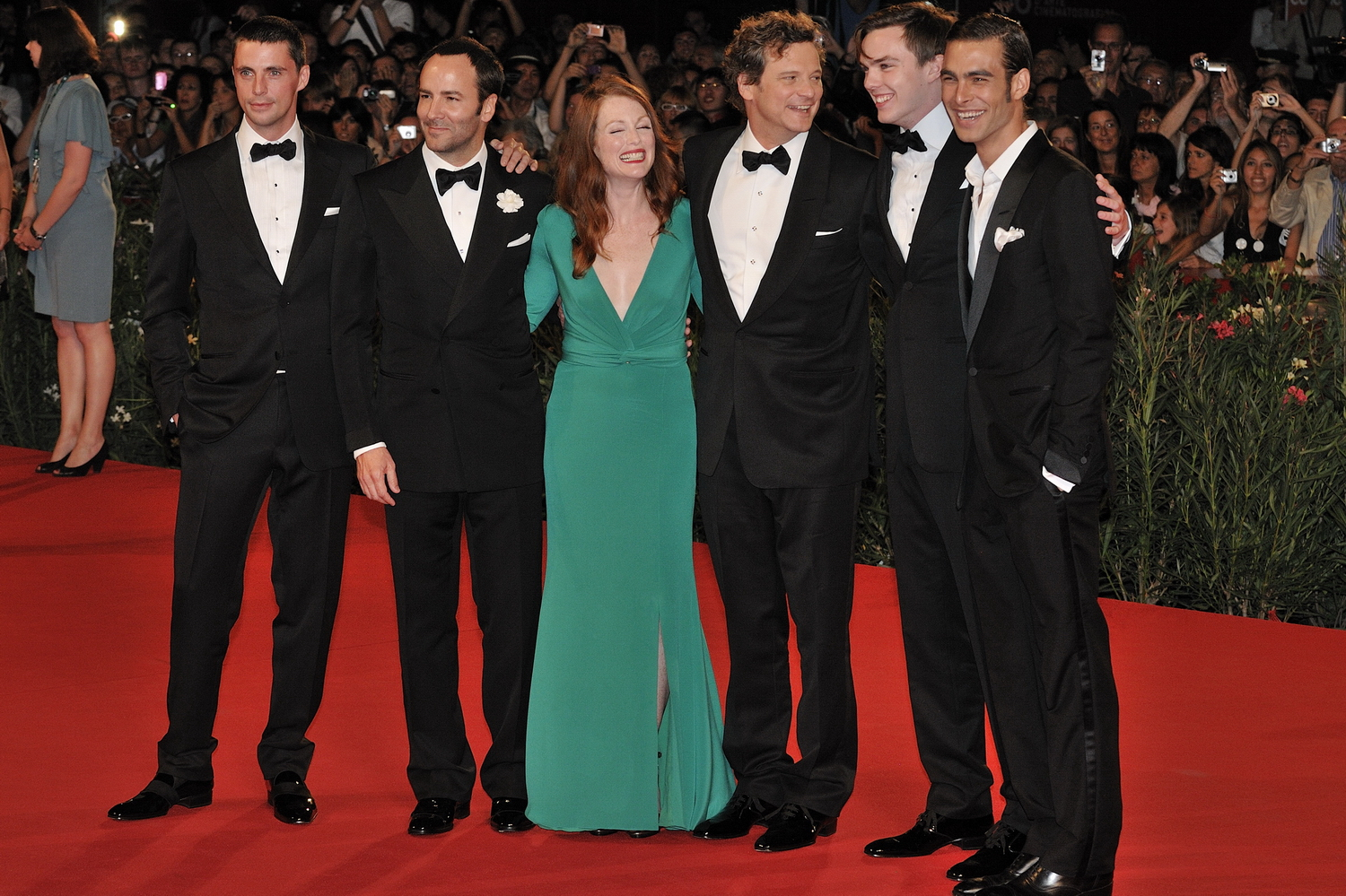
Знімальна група картини на 66-му Венеціанському кінофестивалі

- Будинок, в якому живе головний герой, був побудований в 1949 році іменитим американським архітектором, чиї творіння й раніше неодноразово служили місцем дії голлівудських фільмів
- Фільм був знятий за 21 день.

- Це перший фільм, який режисер Кріс Вейтц продюсував без свого брата, Пола Вейтца.
- Том Форд розповів у інтерв'ю, що роль Кенні спочатку була віддана відомішому акторові (за чутками Джемі Беллу), але той без пояснень не прийшов на примірку за 5 днів до початку знімання. Тоді Форд згадав про Ніколаса Голта, який справив на нього враження на прослуховуванні.
- Невелику роль у «Самотньому чоловікові» зіграв відома іспанська модель і протеже Тома Форда Джон Кортахарена, виступивши в образі молодого гея, що займається проституцією, з яким знайомиться герой Коліна Ферта.
- Голос чоловіка, який дзвонить Джорджу на початку фільму, належить зірці серіалу «Божевільні» Джону Гемму.
- Роль Джорджа спочатку запропонували Коліну Ферту, але через розбіжність графіків він відмовився. Через низку причин знімання «Самотнього чоловіка» було порушено, і тоді вже Ферт зміг взяти участь у проєкті.
- В камео виступив художник-портретист Дон Бакарді, коханець автора роману, за яким знято фільм, Крістофера Ішервуд. Він зіграв співробітника англійського департаменту, в цій сцені на Бакарді червоні шкарпетки, які належали колись Ішервуд.
- На одну з ролей прослуховувалась Вікторія Сільвстедт.
- У романі Крістофера Ішервуда відомо тільки ім'я головного героя, Джордж. З оригінального сценарію фільму ми дізнаємося, що його повне ім'я, Джордж Карлайл Фальконер. Карлайл — друге ім'я Тома Форда, Фальконер — прізвище першого коханця Тома Форда, ілюстратора Яна Фальконер, а також назва марки сонцезахисних окулярів, що випускаються компанією Тома Форда.